# 1367

## Esdeveniments
- 18 de gener: Ferran I esdevé rei de Portugal, succeint a Pere I
- 3 d'abril: Batalla de Nàjera
- París: Carles V de França funda la biblioteca reial, predecessora de la Biblioteca Nacional Francesa.

Països Catalans
- Corts de Vilafranca-Barcelona, es deixa en suspens el càrrec de diputat resident.

## Naixements
- 6 de gener: Ricard II d'Anglaterra, a Bordeus
- 3 d'abril: Enric IV d'Anglaterra

## Necrològiques
- 18 de gener: Pere I de Portugal
- 28 de desembre, Japó: Ashikaga Yoshiakira, divuitè shogun
- Aveiro: Maria de Portugal i de Manuel